# Cunelières
Cunelières település Franciaországban, Territoire de Belfort megyében. Lakosainak száma 344 fő (2022. január 1.). Cunelières Foussemagne, Montreux-Vieux, Montreux-Château és Petit-Croix községekkel határos.

## Népesség
A település népességének változása:
| Lakosok száma | 318  | 338  | 361  | 355  | 349  | 344  | 338  | 337  | 344  |
|               | 2013 | 2015 | 2016 | 2017 | 2018 | 2019 | 2020 | 2021 | 2022 |